# Stikine
Stikine (Shtax'héen Kwáan).- pleme Tlingit Indijanaca, porodica Koluschan, naseljeno u 19. stoljeća na ušću rijeke Stikine i otoku Etolin u Aljaski. Prema Aurel Krauseu pleme ee 1880. sastojalo od 317 duša, a imali su 8 naselja imenovanih po poglavicama, to su: Kash's na otoku Etolin (40); Shake's (38; Etolin); Shustak's na otoku Etolin (38 duša); Towayat's (Etolin; 82). Ostala su na rijeci Stikine: Kohltiene's (28), Hinauhan's (31), Kadishan's (27), Shallyany's (14). 

## Organizacija: fratrija i klan
Organizacija je klanska s dualnim polovicama Raven koja se sastoji od klanova: Kaach.ádi, Kaasx'agweidí, Kiks.ádi, Taalkweidí i Teeyhíttaan. Polovica Wolf/Eagle: Kayaashkeiditaan, Naanyaa.aayí, Sik'nax.ádi i Xook'eidí.
Krause nazive klanova navodi malo drugačije, pa klan 
- Sik'nax.ádi naziva Ssǐk-nachădí,
- Naanyaa.aayí (Nān-gche-āri),
- Teeyhíttaan (Tigitan),
- Kaach.ádi (Kātschadí),
- Kaasx'agweidí (Kassra-kŭēdi)
- Taalkweidí (Talch- kŭēdi)
- Kiks.ádi /ovaj klan ne spominje, nego jedan drugi pod imenom Chrēlch-kon./
- Kayaashkeiditaan (Kā-rásch-kidetan)
- Xook'eidí (Rchūch-edi)